# 가지파샤
가지파샤 (Gazipaşa)는 터키 남부에 지중해를 끼고 있는 안탈리아주의 도시이며, 안탈리아에서 동쪽 180km 거리에 있다. 가지파샤는 바나나, 오렌지, 가지파샤 공항 등으로 유명한 한적한 농업 지역이다. 가지파샤는 서쪽으로 알라니아, 북쪽으로는 사르벨릴레르, 동쪽에는 아나무르와 인접해 있다.

## 지리
가지파샤는 날카롭게 솟아오른 토로스산맥의 뒤쪽과 지중해 사이에 좁은 해변 길에 위치해 있다. 선사시대의 동물 흔적들이 이 산맥 여러 곳들에서 발견된다. 타우루스산맥 이전에 이 산맥들이 바닷물 아래에 있었다. 해안로는 알라니아를 굽이굽이 감고 있지만, 운영 중인 좋은 4차선이 가지파샤를 안탈리아에서 알라니아에 접근하기 쉽게 하였다. 가지파샤 동쪽의 도로는 2차선이었지만 4차선으로 개선된 상태이다. 가지파샤의 건너편 도시는 80km 거리에 있는 아나무르로, 차로 두 시간 거리이다. 가지파샤의 외각 바위 구릉지대는 뱀과 전갈을 비롯하여 사슴, 토끼, 맷돼지, 야생화 된 양, 오소리 등을 비롯한 야생동물들의 거주지이기도 하다. 가지파샤에는 50km의 해안선이 있는데, 이 중에 절반은 수영을 할 수 있는 모래사장과 바위로 된 만(灣)이다. 가지파샤의 해안가는 붉은바다거북의 번식지로 사용되며, 이 지역 내 건설은 금지되어 있다.
이 지역의 경제는 농업에 의존하며 해안지대는 과일과 채소, 그중에서도 특히 시트러스 종류와 바나나를 기르는 데 사용된다. 산악지대에는 과수원이 여럿 있으며, 최근에 들어선 오이, 딸기, 아티초크 등을 1년 내내 기르기 위한 유리온실 등이 다수 지어졌다. 얼마 안 되는 곡물들이 재배되고 있고 여름에는 다수의 가축들이 있기도 한데, 이곳 산악지대의 높은 곳에서 풀을 뜯는다. 가지파샤에는 괵첼레르 바라즈 (Gökçeler Barajı)라는 댐이 있기도 하며, 삼림과 어장 일부가 있지만 소규모에 불과하다.

## 역사
가지파샤는 오랜 역사를 지닌 도시로, 기원전 2,000년 것으로 추정되는 히타이트 취락이 존재하며 이 해안 지역은 그 이전보다 사람들이 정착했을 것으로 추정한다. 셀리누스라는 고대 그리스 도시가 기원전 628년에 이곳 케스트로스강[하즈무사(Hacımusa)]에 세워졌다. 기원전 197년에 이 지역은 고대 로마의 손 안에 넘어갔고, 서기 2세기에 로마 황제 트라야누스가 지중해 해안을 따라 여정을 하던 중에 병에 걸려 이곳에서 사망하였다. 그의 시신은 후임자인 하드리아누스가 로마에서 장례를 위해 가져갔으며 한동안 셀리누스는 트라야노폴리스 (Traianapolis)라고 불렸다.
이후에 로마 제국 (비잔티움 제국)은 이 지역을 킬리키아 아르메니아 왕국에 잃을 때까지 지배하였으며, 그 뒤 1225년에 셀주크 튀르크의 알라 앗딘 카이쿠바드 1세에게 넘어갔다. 셀리누스를 아르메니아가 일시적으로 재탈환하기도 했으나 13세기 말에 카라만 왕조에 정복되었다. 아나톨리아 베이크국들이 난립하던 시기 셀린티를 포함한 해안 지역은 코니아의 카라만 씨족의 지배를 받았다가 1472년에 술탄 메메트 2세의 해군 지휘관 게디크 아흐메드 파샤에게 정복되어 오스만 제국에 속하게 되었다. 17세기 여행가 에블리야 첼레비는 셀린티가 26개의 마을로 이뤄진 곳이라 하였으며, 키프로스로 향하는 배들의 부두가 있는 해안을 따라 잘 가꿔진 모스크와 그 뒤로 녹색 빛깔의 산이 있다고 기록을 남겼다.
고고학 연구가 계속되고 있으며 2004년에 플로리다 대학교에서 온 연구팀은 가지파샤의 바다에서 기원전 300년의 것으로 추정되는 페가수스 청동상을 발견해내기도 했다. 이 청동상은 현재 알라니아 박물관에서 소장 중이다.

## 자매 도시
- 노르웨이 브뢰뇌이순
- 크로아티아 비로비티차

## 갤러리

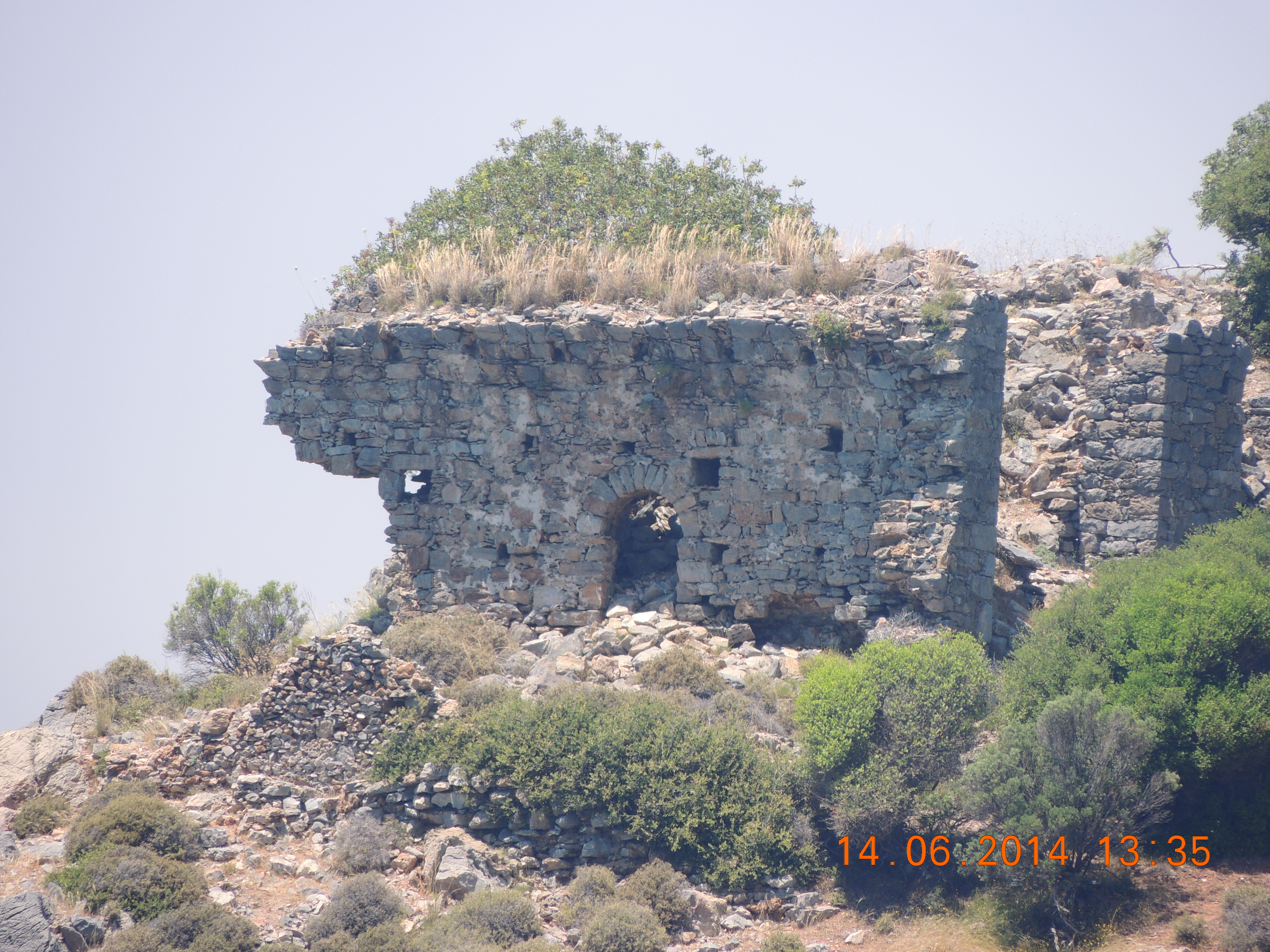
고대 유적지
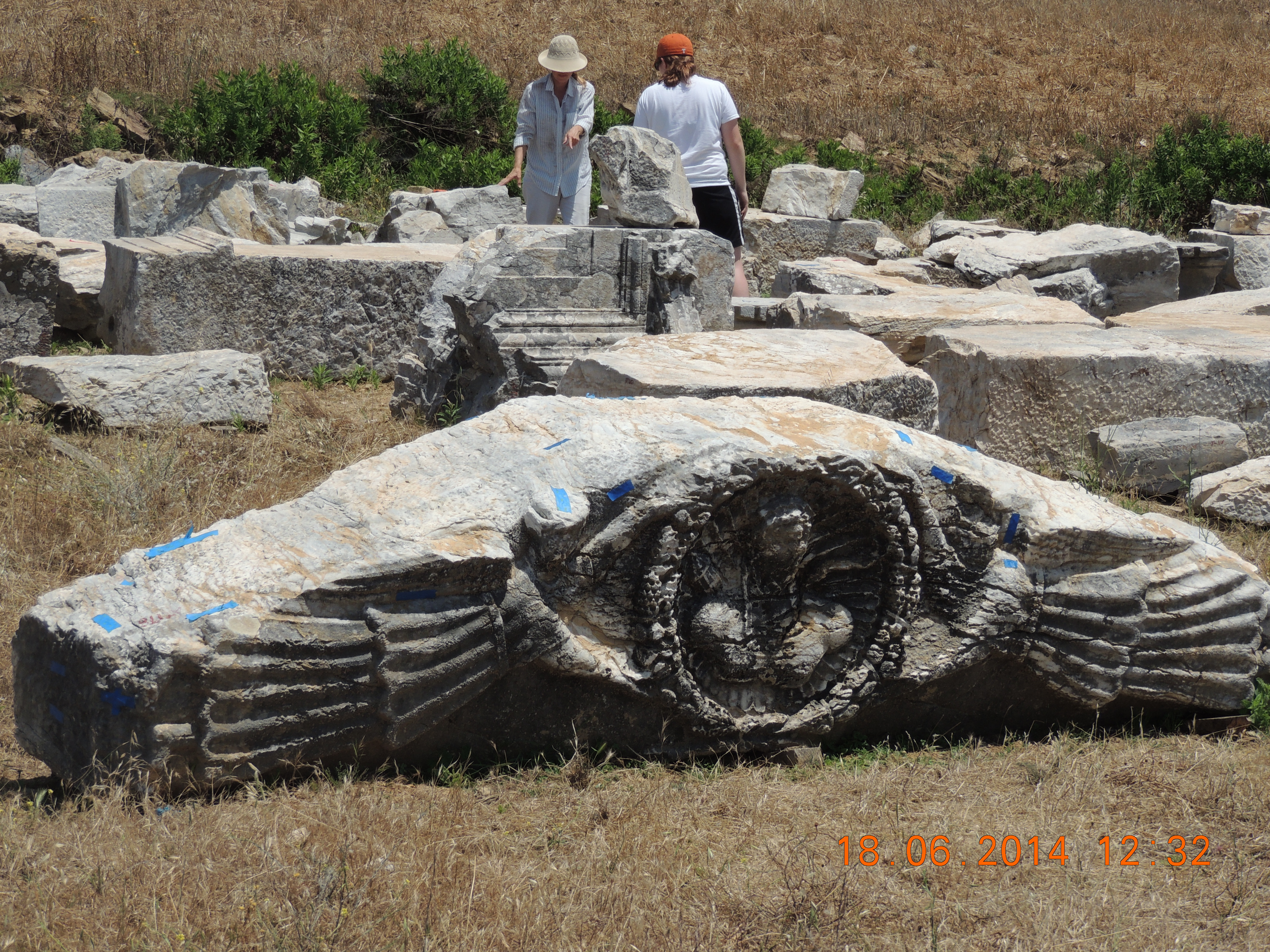
고대 유적지 2
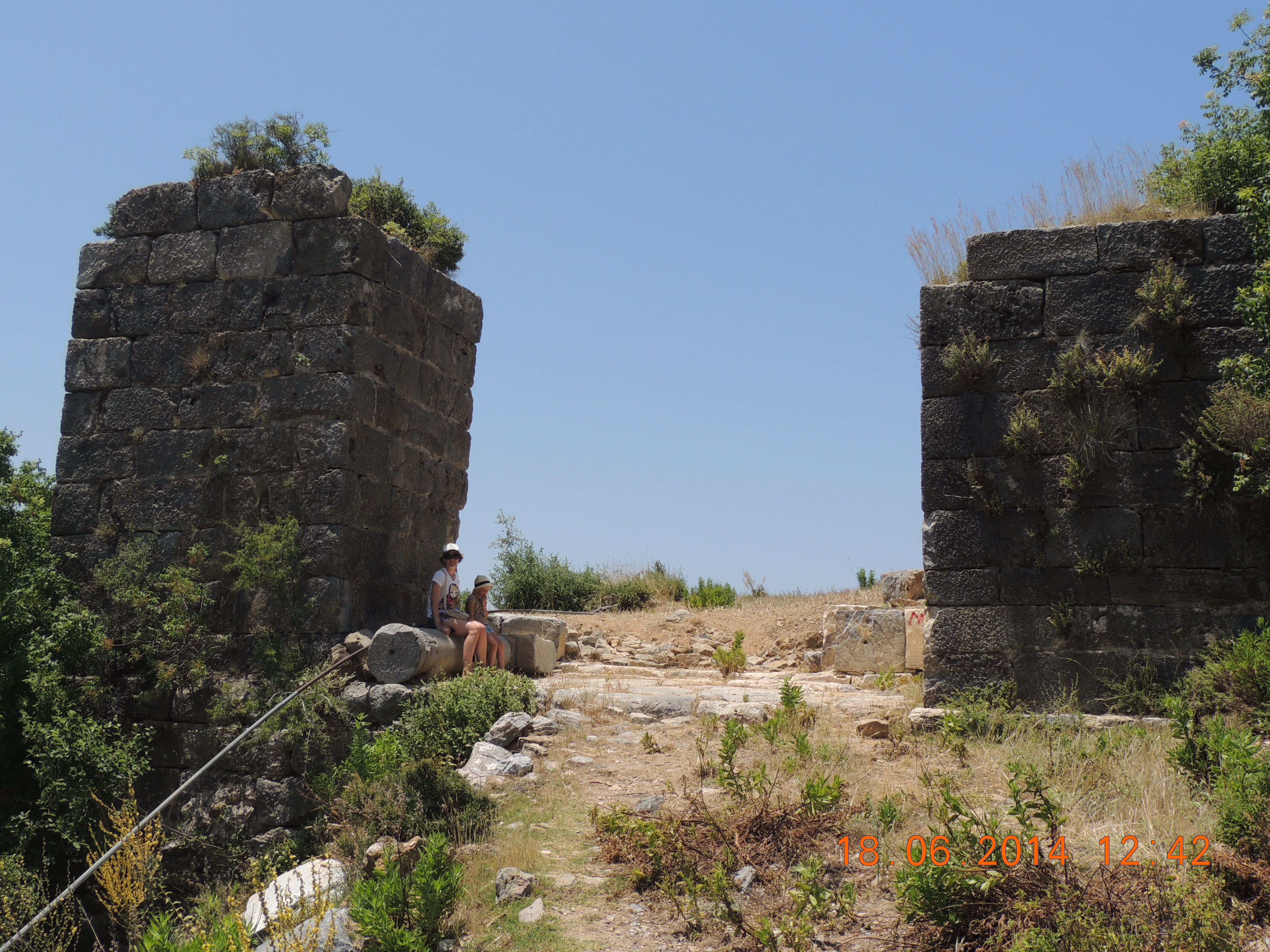
고대 유적지 3
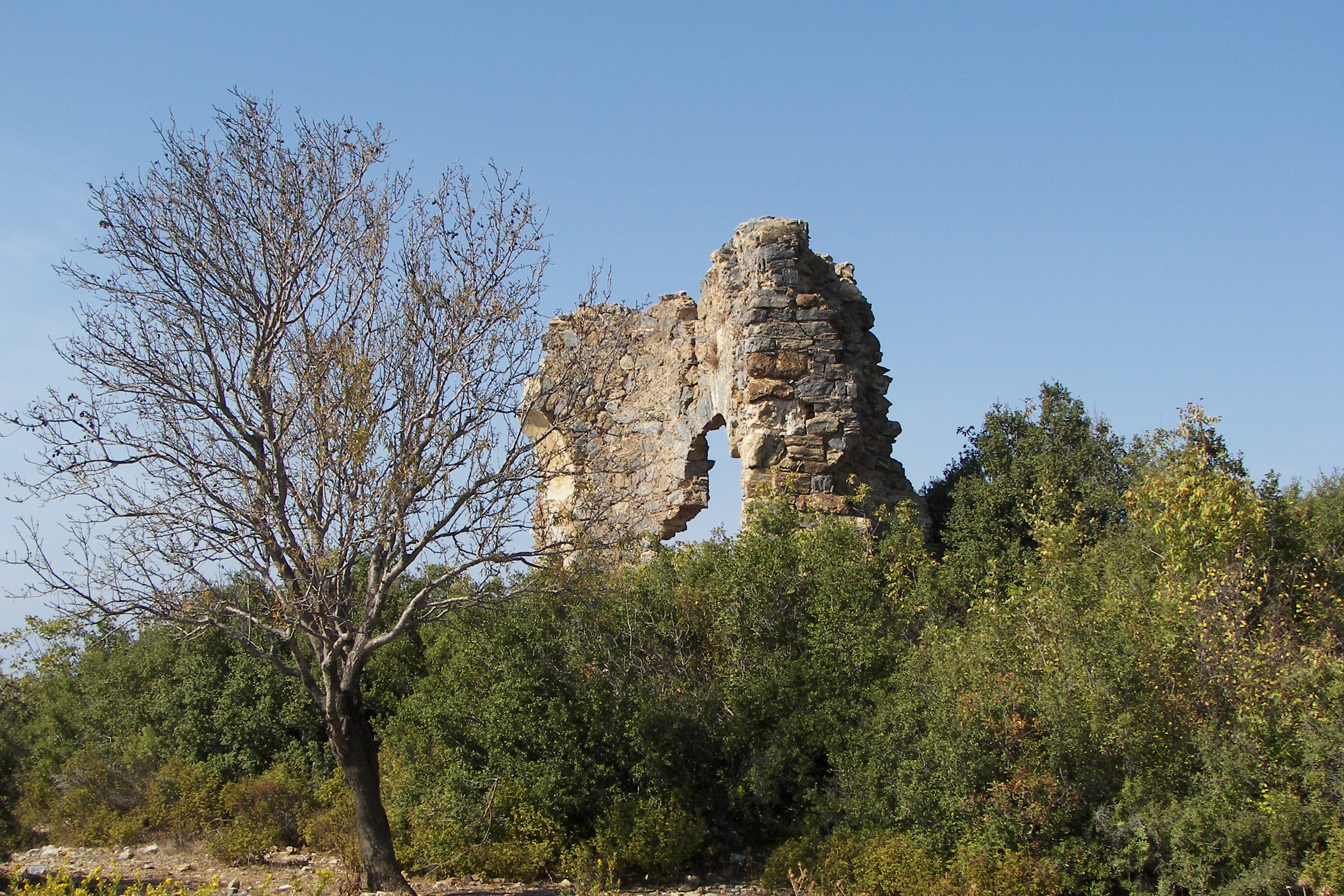
유적지 4
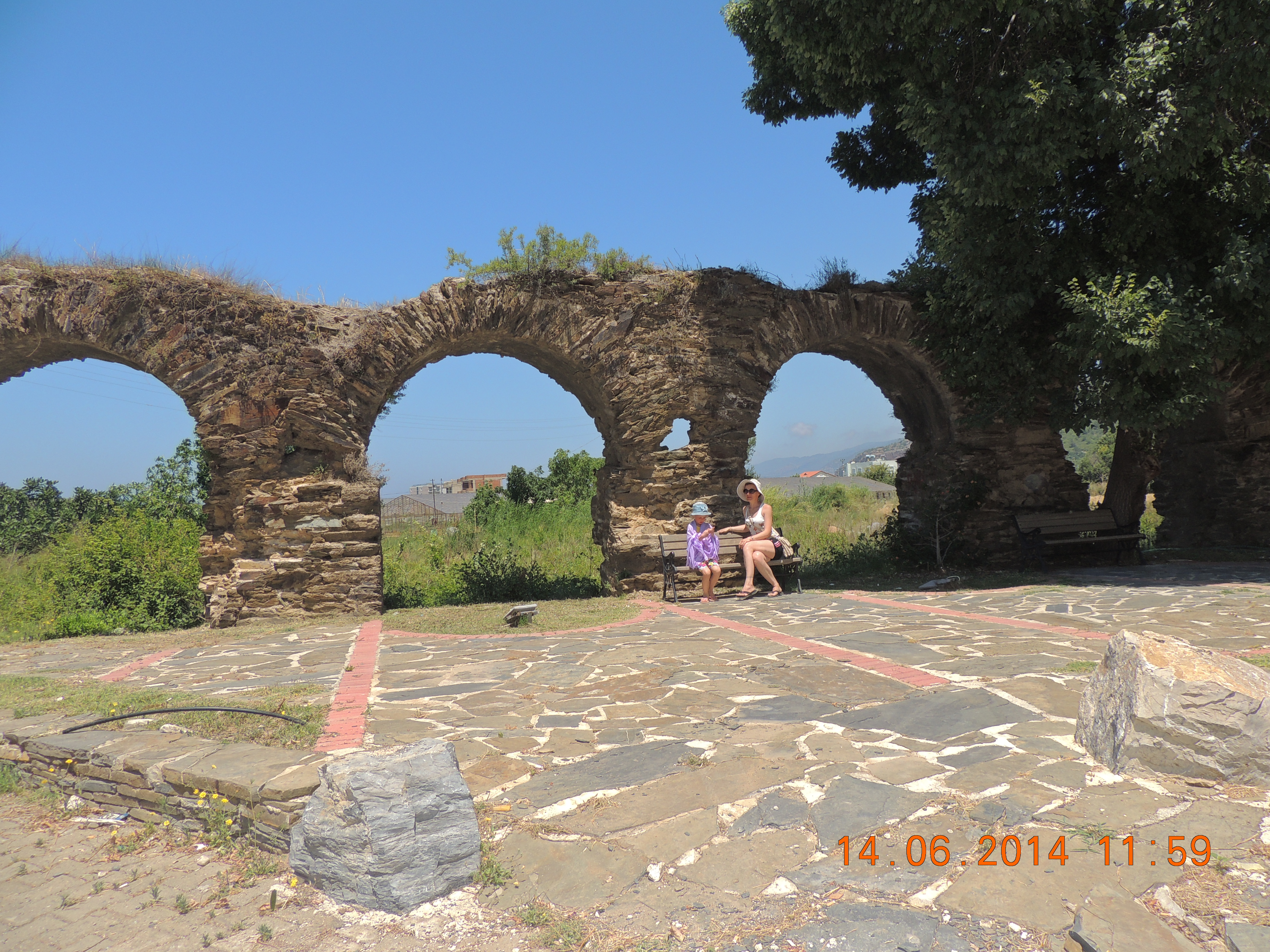
로마의 수도교 잔해
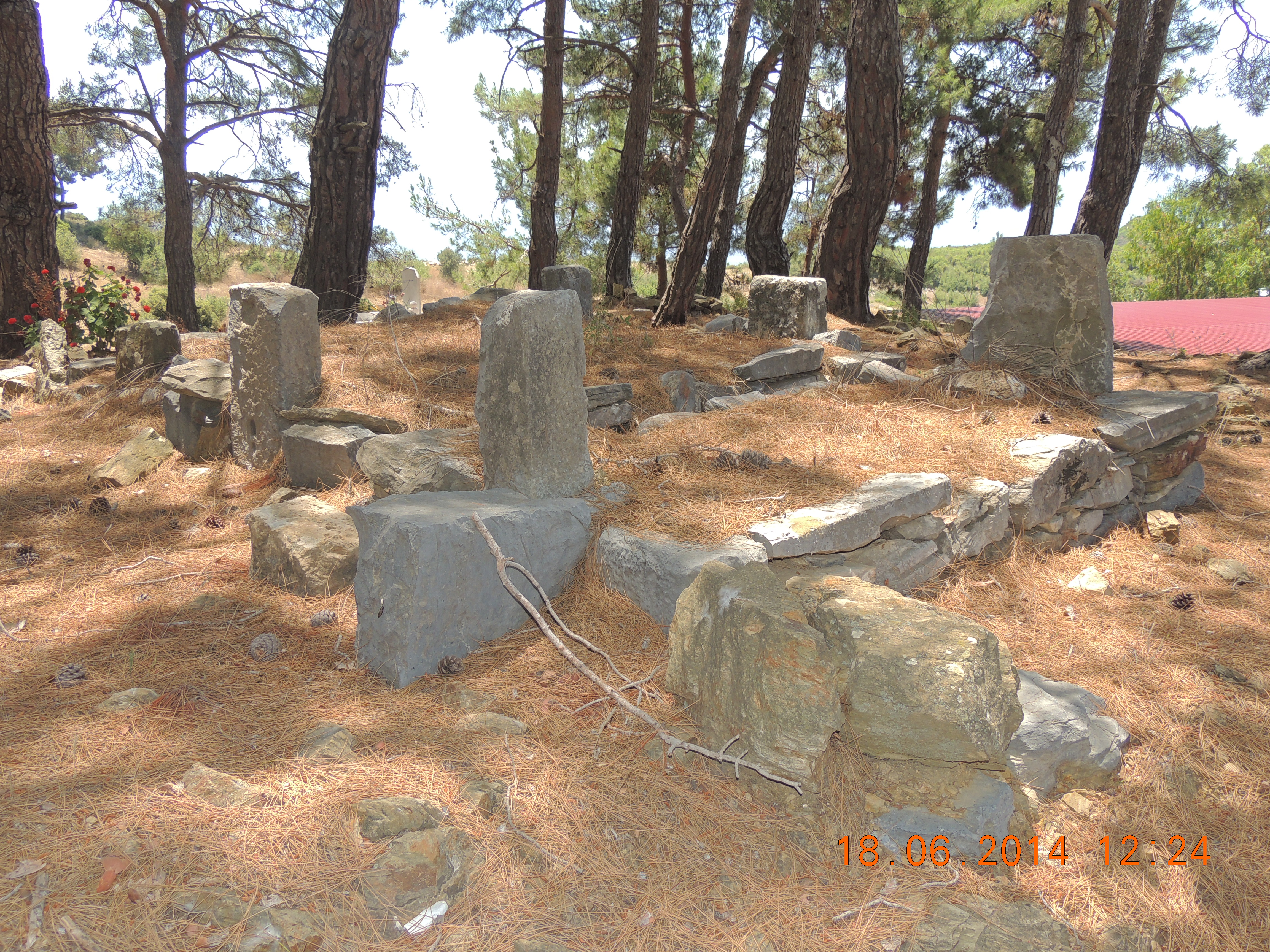
로마 시대 무덤
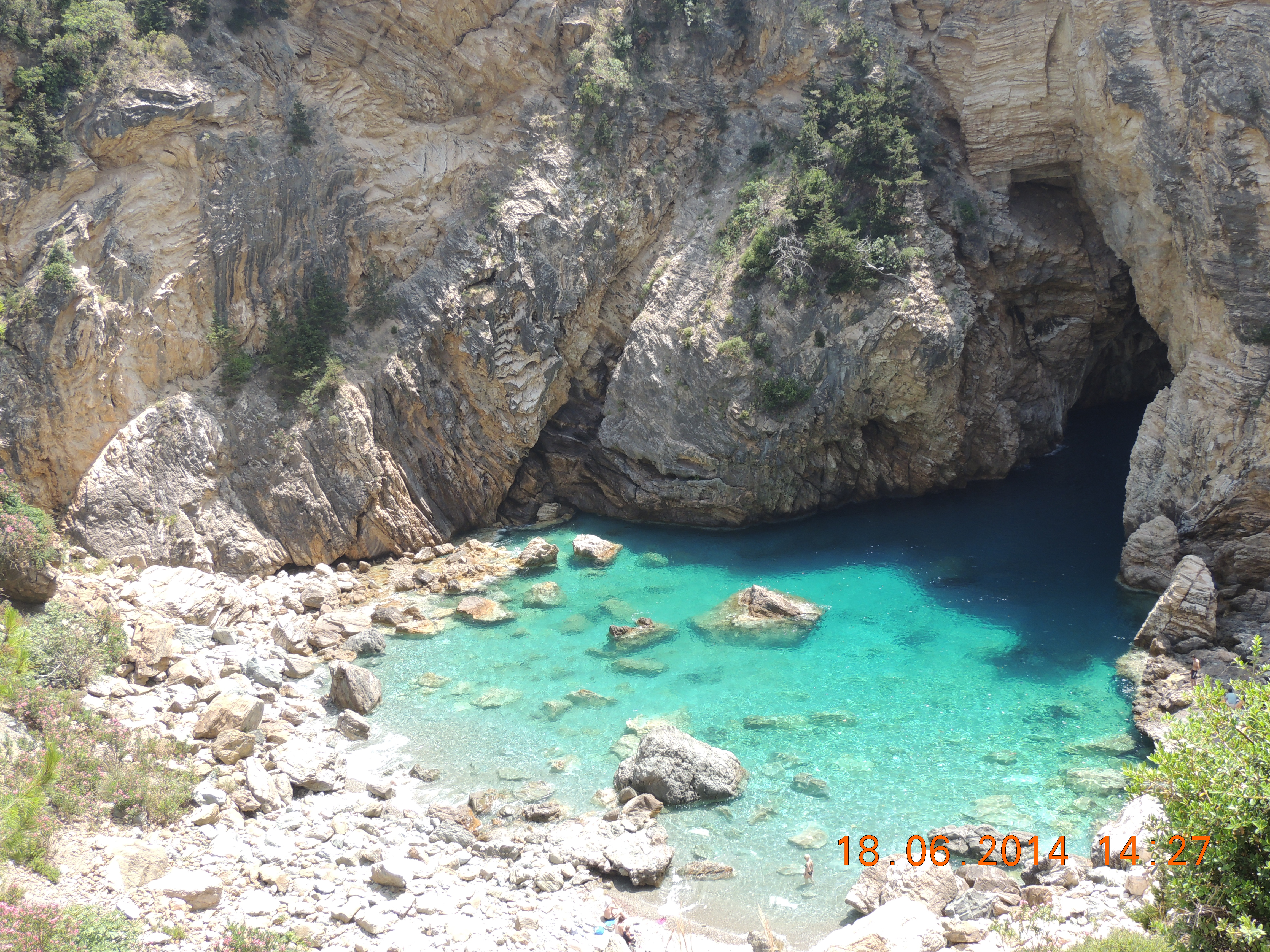
에메랄드 라군
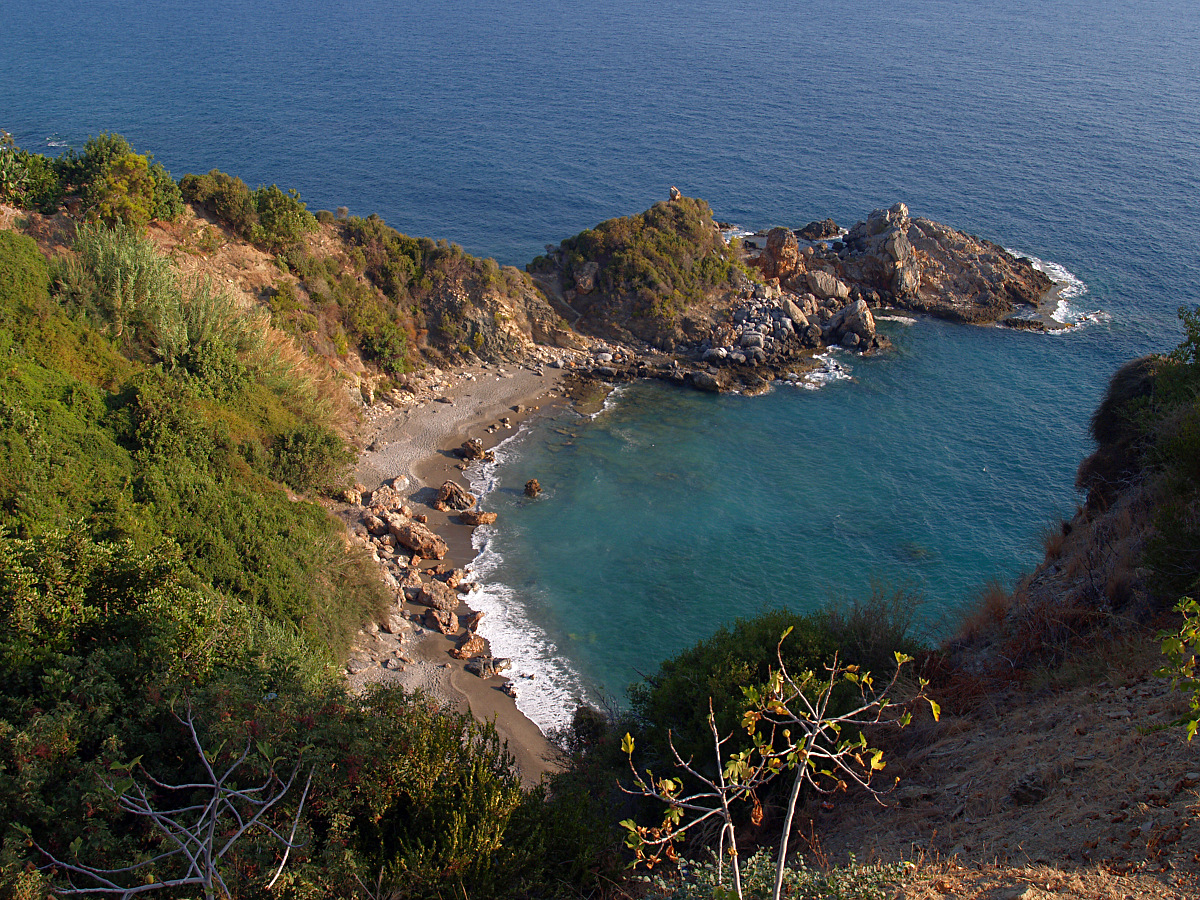
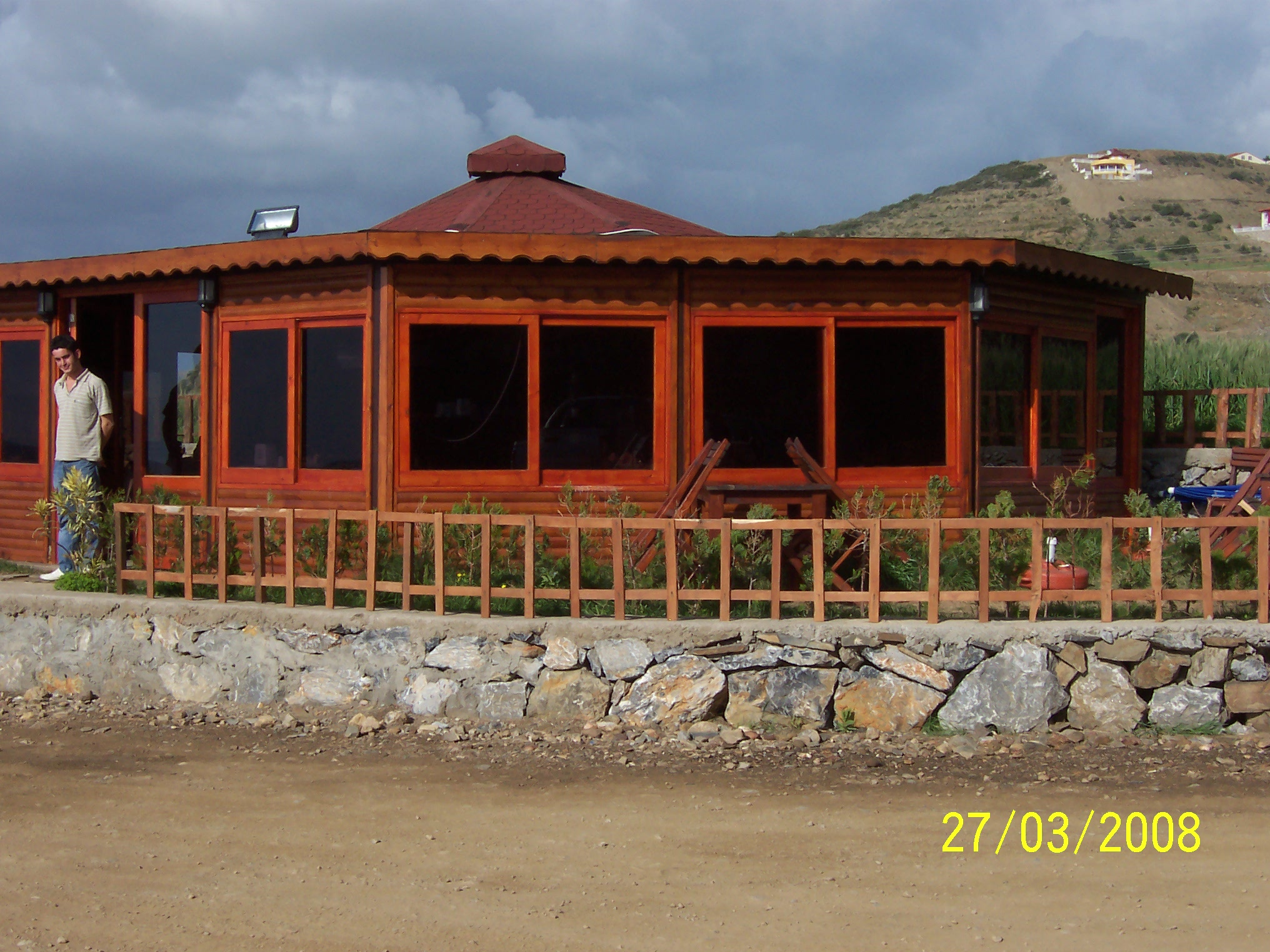
해안가 식당